# Fase de grupos da Copa Sul-Americana de 2022
A fase de grupos da Copa Sul-Americana de 2022 foi disputada entre 5 de abril e 26 de maio. O sorteio dos grupos ocorreu em Luque, no Paraguai, em 25 de março de 2022.
Somente o campeão de cada grupo ao final de seis jogos disputados dentro dos grupos avançaram à fase final, iniciando a partir das oitavas.

## Critérios de desempate
De acordo com o regulamento estabelecido para as últimas edições, caso duas ou mais equipes empatassem em números de pontos ao final da fase de grupos, os seguintes critérios seriam aplicados:
1. melhor saldo de gols entre as equipes em questão;
2. maior número de gols marcados entre as equipes em questão;
3. maior número de gols marcados como visitante entre as equipes em questão;
4. ranking da CONMEBOL.

## Grupos
|  | Equipes classificadas para a fase final |
|  | Equipes eliminadas                      |

Todas as partidas estão no horário local.

### Grupo A
| Pos. | Equipe                 | Pts | J | V | E | D | GP | GC | SG |
| ---- | ---------------------- | --- | - | - | - | - | -- | -- | -- |
| 1    | Lanús                  | 11  | 6 | 3 | 2 | 1 | 7  | 4  | +3 |
| 2    | Barcelona de Guayaquil | 9   | 6 | 2 | 3 | 1 | 9  | 8  | +1 |
| 3    | Montevideo Wanderers   | 8   | 6 | 2 | 2 | 2 | 6  | 7  | –1 |
| 4    | Metropolitanos         | 3   | 6 | 0 | 3 | 3 | 3  | 6  | –3 |

|                        | LAN | MWA | MET | BAR |
| ---------------------- | --- | --- | --- | --- |
| Lanús                  |     | 1–2 | 1–0 | 3–1 |
| Montevideo Wanderers   | 0–1 |     | 1–1 | 0–0 |
| Metropolitanos         | 0–0 | 0–1 |     | 2–2 |
| Barcelona de Guayaquil | 1–1 | 4–2 | 1–0 |     |

| 7 de abril    | Barcelona de Guayaquil                      | 4 – 2     | Montevideo Wanderers    | Estádio Monumental, Guaiaquil    |
| 19:30 (UTC−5) | Mastriani 9', 11' · Carcelén 35' · Díaz 54' | Relatório | Rivero 14' · Méndez 61' | Árbitro: PAR Mario Díaz de Vivar |

| 7 de abril    | Metropolitanos | 0 – 0     | Lanús | Estádio Olímpico da UCV, Caracas |
| 20:30 (UTC−4) |                | Relatório |       | Árbitro: BRA Flávio de Souza     |

| 14 de abril   | Montevideo Wanderers | 1 – 1     | Metropolitanos   | Estádio Centenario, Montevidéu |
| 19:15 (UTC−3) | Méndez 45+1'         | Relatório | Flores 43' (pen) | Árbitro: BRA Bráulio Machado   |

| 14 de abril   | Lanús                                | 3 – 1     | Barcelona de Guayaquil | Estádio La Fortaleza, Lanús |
| 21:30 (UTC−3) | Cabral 31' · Sand 74' · Bernabei 82' | Relatório | Rodríguez 77'          | Árbitro: BRA Bruno Arleu    |

| 28 de abril   | Barcelona de Guayaquil | 1 – 0     | Metropolitanos | Estádio Monumental, Guaiaquil |
| 19:30 (UTC−5) | Molina 33'             | Relatório |                | Árbitro: BRA Anderson Daronco |

| 28 de abril   | Montevideo Wanderers | 0 – 1     | Lanús    | Estádio Centenario, Montevidéu |
| 21:30 (UTC−3) |                      | Relatório | Sand 79' | Árbitro: BRA Wilton Sampaio    |

| 4 de maio     | Metropolitanos | 0 – 1     | Montevideo Wanderers | Estádio Olímpico da UCV, Caracas |
| 18:15 (UTC−4) |                | Relatório | Méndez 45+1'         | Árbitro: BRA Sávio Pereira       |

| 4 de maio     | Barcelona de Guayaquil | 1 – 1     | Lanús    | Estádio Monumental, Guaiaquil |
| 19:30 (UTC−5) | Sand 41' (g.c.)        | Relatório | Sand 53' | Árbitro: CHI Piero Maza       |

| 19 de maio    | Metropolitanos        | 2 – 2     | Barcelona de Guayaquil        | Estádio Olímpico da UCV, Caracas |
| 20:30 (UTC−4) | Gómez 35' · Antón 78' | Relatório | Díaz 45+4' (pen) · Garcés 52' | Árbitro: BRA Rodolpho Toski      |

| 19 de maio    | Lanús        | 1 – 2     | Montevideo Wanderers     | Estádio La Fortaleza, Lanús  |
| 21:30 (UTC−3) | Bernabei 84' | Relatório | Méndez 87' · Bravo 90+2' | Árbitro: BRA Flávio de Souza |

| 25 de maio    | Lanús         | 1 – 0     | Metropolitanos | Estádio La Fortaleza, Lanús  |
| 19:15 (UTC−3) | Braghieri 51' | Relatório |                | Árbitro: BRA Bráulio Machado |

| 25 de maio    | Montevideo Wanderers | 0 – 0     | Barcelona de Guayaquil | Estádio Centenario, Montevidéu |
| 19:15 (UTC−3) |                      | Relatório |                        | Árbitro: BRA Wagner Magalhães  |

### Grupo B
| Pos. | Equipe      | Pts | J | V | E | D | GP | GC | SG |
| ---- | ----------- | --- | - | - | - | - | -- | -- | -- |
| 1    | Melgar      | 12  | 6 | 4 | 0 | 2 | 10 | 6  | +4 |
| 2    | Racing      | 12  | 6 | 4 | 0 | 2 | 7  | 5  | +2 |
| 3    | Cuiabá      | 6   | 6 | 2 | 0 | 4 | 7  | 10 | –3 |
| 4    | River Plate | 6   | 6 | 2 | 0 | 4 | 5  | 8  | –3 |

|             | RAC | MEL | RPU | CUI |
| ----------- | --- | --- | --- | --- |
| Racing      |     | 1–0 | 0–1 | 2–0 |
| Melgar      | 3–1 |     | 2–0 | 3–1 |
| River Plate | 0–1 | 1–2 |     | 1–2 |
| Cuiabá      | 1–2 | 2–0 | 1–2 |     |

| 7 de abril    | Cuiabá           | 2 – 0     | Melgar | Arena Pantanal, Cuiabá  |
| 18:15 (UTC−4) | Elton 78', 90+5' | Relatório |        | Árbitro: BOL Ivo Méndez |

| 7 de abril    | River Plate | 0 – 1     | Racing        | Estádio Centenario, Montevidéu  |
| 19:15 (UTC−3) |             | Relatório | Miranda 90+1' | Árbitro: ECU Guillermo Guerrero |

| 13 de abril   | Melgar         | 2 – 0     | River Plate | Estádio Monumental da UNSA, Arequipa |
| 17:15 (UTC−5) | Cuesta 3', 78' | Relatório |             | Árbitro: COL Franklin Congo          |

| 13 de abril   | Racing                   | 2 – 0     | Cuiabá | Estádio El Cilindro, Avellaneda  |
| 19:15 (UTC−3) | Correa 27' · Alcaraz 65' | Relatório |        | Árbitro: PAR Mario Díaz de Vivar |

| 27 de abril   | Melgar                        | 3 – 1     | Racing     | Estádio Monumental da UNSA, Arequipa |
| 17:15 (UTC−5) | Iberico 21', 52' · Cuesta 73' | Relatório | Correa 87' | Árbitro: BOL Dilio Rodríguez         |

| 27 de abril   | Cuiabá         | 1 – 2     | River Plate                 | Arena Pantanal, Cuiabá      |
| 18:15 (UTC−4) | Marquinhos 48' | Relatório | Salaberry 15' · López 45+1' | Árbitro: CHI Cristian Garay |

| 3 de maio     | Cuiabá      | 1 – 2     | Racing                   | Arena Pantanal, Cuiabá          |
| 18:15 (UTC−4) | Marllon 29' | Relatório | Moreno 47' · Copetti 59' | Árbitro: ECU Guillermo Guerrero |

| 3 de maio     | River Plate  | 1 – 2     | Melgar                        | Estádio Centenario, Montevidéu |
| 19:15 (UTC−3) | Lavega 90+3' | Relatório | Cuesta 22' · Archimbaud 90+5' | Árbitro: PAR Carlos Benítez    |

| 18 de maio    | River Plate | 1 – 2     | Cuiabá              | Estádio Centenario, Montevidéu |
| 19:15 (UTC−3) | Clar 90+6'  | Relatório | André Luis 43', 90' | Árbitro: ECU Alex Cajas        |

| 18 de maio    | Racing        | 1 – 0     | Melgar | Estádio El Cilindro, Avellaneda |
| 21:30 (UTC−3) | Chancalay 44' | Relatório |        | Árbitro: PAR Derlis López       |

| 26 de maio    | Melgar                               | 3 – 1     | Cuiabá      | Estádio Monumental da UNSA, Arequipa |
| 17:15 (UTC−5) | Archimbaud 38' · Bordacahar 85', 89' | Relatório | Gustavo 61' | Árbitro: COL Jhon Hinestroza         |

| 26 de maio    | Racing | 0 – 1     | River Plate   | Estádio El Cilindro, Avellaneda |
| 19:15 (UTC−3) |        | Relatório | Salaberry 66' | Árbitro: CHI Cristian Garay     |

### Grupo C
| Pos. | Equipe               | Pts | J | V | E | D | GP | GC | SG |
| ---- | -------------------- | --- | - | - | - | - | -- | -- | -- |
| 1    | Santos               | 11  | 6 | 3 | 2 | 1 | 7  | 5  | +2 |
| 2    | Unión La Calera      | 11  | 6 | 3 | 2 | 1 | 6  | 4  | +2 |
| 3    | Universidad Católica | 5   | 6 | 1 | 2 | 3 | 7  | 8  | –1 |
| 4    | Banfield             | 5   | 6 | 1 | 2 | 3 | 3  | 6  | –3 |

|                      | SAN | ULC | BAN | UCE |
| -------------------- | --- | --- | --- | --- |
| Santos               |     | 1–0 | 1–1 | 3–2 |
| Unión La Calera      | 1–1 |     | 1–0 | 3–2 |
| Banfield             | 1–0 | 0–1 |     | 1–1 |
| Universidad Católica | 0–1 | 0–0 | 2–0 |     |

| 5 de abril    | Universidad Católica | 0 – 0     | Unión La Calera | Estádio Olímpico Atahualpa, Quito |
| 17:15 (UTC−5) |                      | Relatório |                 | Árbitro: PAR Juan López           |

| 5 de abril    | Banfield | 1 – 0     | Santos | Estádio Florencio Sola, Banfield |
| 19:15 (UTC−3) | Urzi 44' | Relatório |        | Árbitro: PAR Derlis López        |

| 13 de abril   | Santos                                           | 3 – 2     | Universidad Católica           | Estádio Vila Belmiro, Santos |
| 19:15 (UTC−3) | Julio 15' · Léo Baptistão 78' (pen) · Angulo 85' | Relatório | Martínez Borja 26' · Minda 42' | Árbitro: VEN José Argote     |

| 14 de abril   | Unión La Calera | 1 – 0     | Banfield | Estádio Sausalito, Viña del Mar |
| 18:15 (UTC−4) | Sáez 10'        | Relatório |          | Árbitro: PAR Juan Benítez       |

| 27 de abril   | Universidad Católica          | 2 – 0     | Banfield | Estádio Olímpico Atahualpa, Quito |
| 19:30 (UTC−5) | Díaz 51' · Martínez Borja 54' | Relatório |          | Árbitro: PER Augusto Menéndez     |

| 28 de abril   | Unión La Calera | 1 – 1     | Santos     | Estádio Sausalito, Viña del Mar |
| 20:30 (UTC−4) | Valencia 25'    | Relatório | Angulo 10' | Árbitro: VEN Ángel Arteaga      |

| 5 de maio     | Universidad Católica | 0 – 1     | Santos     | Estádio Olímpico Atahualpa, Quito |
| 19:30 (UTC−5) |                      | Relatório | Rwan 90+1' | Árbitro: BOL Gery Vargas          |

| 5 de maio     | Banfield | 0 – 1     | Unión La Calera | Estádio Florencio Sola, Banfield |
| 21:30 (UTC−3) |          | Relatório | Sáez 76'        | Árbitro: COL Carlos Ortega       |

| 17 de maio    | Banfield   | 1 – 1     | Universidad Católica | Estádio Florencio Sola, Banfield |
| 19:15 (UTC−3) | Dátolo 82' | Relatório | Díaz 90+2'           | Árbitro: PER Michael Espinoza    |

| 18 de maio    | Santos               | 1 – 0     | Unión La Calera | Estádio Vila Belmiro, Santos  |
| 21:30 (UTC−3) | Lucas Barbosa 90+12' | Relatório |                 | Árbitro: VEN Jesús Valenzuela |

| 24 de maio    | Unión La Calera                          | 3 – 2     | Universidad Católica          | Estádio Sausalito, Viña del Mar |
| 18:15 (UTC−4) | Cavalleri 6' · Sáez 28' · Vidangossy 72' | Relatório | Clavijo 38' · Rivas 88' (pen) | Árbitro: URU Andrés Cunha       |

| 24 de maio    | Santos                    | 1 – 1     | Banfield      | Estádio Vila Belmiro, Santos  |
| 19:15 (UTC−3) | Marcos Leonardo 37' (pen) | Relatório | Domingo 45+1' | Árbitro: PER Augusto Menéndez |

### Grupo D
| Pos. | Equipe            | Pts | J | V | E | D | GP | GC | SG |
| ---- | ----------------- | --- | - | - | - | - | -- | -- | -- |
| 1    | São Paulo         | 16  | 6 | 5 | 1 | 0 | 12 | 3  | +9 |
| 2    | Everton           | 11  | 6 | 3 | 2 | 1 | 7  | 4  | +3 |
| 3    | Ayacucho          | 4   | 6 | 1 | 1 | 4 | 5  | 8  | –3 |
| 4    | Jorge Wilstermann | 2   | 6 | 0 | 2 | 4 | 2  | 11 | –9 |

|                   | SPA | JWI | AYA | EVE |
| ----------------- | --- | --- | --- | --- |
| São Paulo         |     | 3–0 | 1–0 | 2–0 |
| Jorge Wilstermann | 1–3 |     | 0–2 | 0–2 |
| Ayacucho          | 2–3 | 0–0 |     | 0–2 |
| Everton           | 0–0 | 1–1 | 2–1 |     |

| 5 de abril    | Everton      | 1 – 1     | Jorge Wilstermann | Estádio Sausalito, Viña del Mar |
| 20:30 (UTC−4) | Di Yorio 47' | Relatório | Osorio 23' (pen)  | Árbitro: ARG Yael Falcón        |

| 7 de abril    | Ayacucho                 | 2 – 3     | São Paulo                                     | Estádio Nacional, Lima      |
| 19:30 (UTC−5) | Barrios 7' · Techera 20' | Relatório | Arboleda 3' · Miranda 23' · Luciano 88' (pen) | Árbitro: ECU Augusto Aragón |

| 13 de abril   | Jorge Wilstermann | 0 – 2     | Ayacucho                | Estádio Félix Capriles, Cochabamba |
| 20:30 (UTC−4) |                   | Relatório | Duclós 9' · Techera 78' | Árbitro: ECU Alex Cajas            |

| 14 de abril   | São Paulo                 | 2 – 0     | Everton | Estádio do Morumbi, São Paulo |
| 19:15 (UTC−3) | Arboleda 31' · Talles 86' | Relatório |         | Árbitro: ARG Pablo Echavarría |

| 26 de abril   | Everton             | 2 – 1     | Ayacucho          | Estádio Sausalito, Viña del Mar |
| 20:30 (UTC−4) | Echeverría 55', 71' | Relatório | Techera 61' (pen) | Árbitro: ARG Facundo Tello      |

| 28 de abril   | Jorge Wilstermann | 1 – 3     | São Paulo                                            | Estádio Félix Capriles, Cochabamba |
| 18:15 (UTC−4) | Osorio 31' (pen)  | Relatório | Igor Gomes 23' · Reinaldo 64' (pen) · Marquinhos 85' | Árbitro: COL Carlos Ortega         |

| 5 de maio     | Everton | 0 – 0     | São Paulo | Estádio Sausalito, Viña del Mar |
| 18:15 (UTC−4) |         | Relatório |           | Árbitro: ARG Fernando Rapallini |

| 5 de maio     | Ayacucho | 0 – 0     | Jorge Wilstermann | Estádio Inca Garcilaso de la Vega, Cusco |
| 19:30 (UTC−5) |          | Relatório |                   | Árbitro: ECU Franklin Congo              |

| 18 de maio    | Ayacucho | 0 – 2     | Everton                         | Estádio Inca Garcilaso de la Vega, Cusco |
| 17:15 (UTC−5) |          | Relatório | Di Yorio 58' · Campos López 65' | Árbitro: COL Carlos Ortega               |

| 19 de maio    | São Paulo                            | 3 – 0     | Jorge Wilstermann | Estádio do Morumbi, São Paulo |
| 21:30 (UTC−3) | Rodrigo Nestor 6', 17' · Patrick 47' | Relatório |                   | Árbitro: VEN Ángel Arteaga    |

| 25 de maio    | Jorge Wilstermann | 0 – 2     | Everton               | Estádio Félix Capriles, Cochabamba |
| 18:15 (UTC−4) |                   | Relatório | Sosa 83' · Cuevas 90' | Árbitro: ECU Luis Quiroz           |

| 25 de maio    | São Paulo | 1 – 0     | Ayacucho | Estádio do Morumbi, São Paulo |
| 19:15 (UTC−3) | Caio 72'  | Relatório |          | Árbitro: PAR Carlos Benítez   |

### Grupo E
| Pos. | Equipe                 | Pts | J | V | E | D | GP | GC | SG |
| ---- | ---------------------- | --- | - | - | - | - | -- | -- | -- |
| 1    | Internacional          | 12  | 6 | 3 | 3 | 0 | 12 | 5  | +7 |
| 2    | Guaireña               | 10  | 6 | 2 | 4 | 0 | 10 | 8  | +2 |
| 3    | Independiente Medellín | 5   | 6 | 1 | 2 | 3 | 8  | 11 | –3 |
| 4    | 9 de Octubre           | 4   | 6 | 1 | 1 | 4 | 9  | 15 | –6 |

|                        | INT | DIM | 9OC | GRN |
| ---------------------- | --- | --- | --- | --- |
| Internacional          |     | 2–0 | 5–1 | 1–1 |
| Independiente Medellín | 0–1 |     | 2–1 | 1–1 |
| 9 de Octubre           | 2–2 | 3–2 |     | 2–3 |
| Guaireña               | 1–1 | 3–3 | 1–0 |     |

| 6 de abril    | 9 de Octubre    | 2 – 2     | Internacional             | Estádio Jocay, Manta       |
| 19:30 (UTC−5) | Da Luz 58', 75' | Relatório | Maurício 25' · Wesley 26' | Árbitro: ARG Andrés Merlos |

| 7 de abril    | Guaireña                                   | 3 – 3     | Independiente Medellín                | Estádio Defensores del Chaco, Assunção |
| 20:30 (UTC−4) | Otazú 6' · Ayala 56' · Arboleda 65' (g.c.) | Relatório | Pons 33' · Arregui 38' · Cuesta 90+1' | Árbitro: PER Augusto Menéndez          |

| 14 de abril   | Independiente Medellín          | 2 – 1     | 9 de Octubre | Estádio Atanasio Girardot, Medellín |
| 19:30 (UTC−5) | Hernández 9' · Castrillón 90+4' | Relatório | Lucas 5'     | Árbitro: VEN Yender Herrera         |

| 14 de abril   | Internacional       | 1 – 1     | Guaireña  | Estádio Beira-Rio, Porto Alegre |
| 21:30 (UTC−3) | Paniagua 77' (g.c.) | Relatório | Otazú 41' | Árbitro: BOL Gery Vargas        |

| 26 de abril   | Independiente Medellín | 0 – 1     | Internacional        | Estádio Hernán Ramírez Villegas, Pereira |
| 19:30 (UTC−5) |                        | Relatório | Alexandre Alemão 54' | Árbitro: ARG Nicolás Lamolina            |

| 27 de abril   | Guaireña          | 1 – 0     | 9 de Octubre | Estádio Defensores del Chaco, Assunção |
| 18:15 (UTC−4) | Godoy 90+5' (pen) | Relatório |              | Árbitro: URU Christian Ferreyra        |

| 3 de maio     | 9 de Octubre                          | 3 – 2     | Independiente Medellín  | Estádio Jocay, Manta    |
| 19:30 (UTC−5) | Stephens 32', 68' (pen) · Becerra 57' | Relatório | López 36' · Camargo 65' | Árbitro: BOL Ivo Méndez |

| 5 de maio     | Guaireña        | 1 – 1     | Internacional | Estádio Defensores del Chaco, Assunção |
| 18:15 (UTC−4) | Otazú 33' (pen) | Relatório | Wanderson 52' | Árbitro: CHI Cristian Garay            |

| 17 de maio    | Internacional      | 2 – 0     | Independiente Medellín | Estádio Beira-Rio, Porto Alegre |
| 19:15 (UTC−3) | Edenílson 19', 57' | Relatório |                        | Árbitro: ARG Facundo Tello      |

| 17 de maio    | 9 de Octubre             | 2 – 3     | Guaireña                            | Estádio Jocay, Manta          |
| 19:30 (UTC−5) | Da Luz 7' · Stephens 74' | Relatório | Otazú 52' (pen), 62' · Maciel 90+5' | Árbitro: PER Augusto Menéndez |

| 24 de maio    | Independiente Medellín | 1 – 1     | Guaireña   | Estádio Hernán Ramírez Villegas, Pereira |
| 19:30 (UTC−5) | Cambindo 27'           | Relatório | Duarte 60' | Árbitro: ARG Darío Herrera               |

| 24 de maio    | Internacional                                                    | 5 – 1     | 9 de Octubre | Estádio Beira-Rio, Porto Alegre |
| 21:30 (UTC−3) | Rodrigo Dourado 9', 49', 75' · Quiñónez 66' (g.c.) · Estêvão 83' | Relatório | Caicedo 11'  | Árbitro: ARG Yael Falcón        |

### Grupo F
| Pos. | Equipe              | Pts | J | V | E | D | GP | GC | SG |
| ---- | ------------------- | --- | - | - | - | - | -- | -- | -- |
| 1    | Atlético Goianiense | 13  | 6 | 4 | 1 | 1 | 11 | 5  | +6 |
| 2    | LDU Quito           | 11  | 6 | 3 | 2 | 1 | 11 | 9  | +2 |
| 3    | Antofagasta         | 6   | 6 | 2 | 0 | 4 | 6  | 11 | –5 |
| 4    | Defensa y Justicia  | 4   | 6 | 1 | 1 | 4 | 8  | 11 | –3 |

|                     | LDU | DYJ | ATG | ANT |
| ------------------- | --- | --- | --- | --- |
| LDU Quito           |     | 2–2 | 1–1 | 4–0 |
| Defensa y Justicia  | 1–2 |     | 0–1 | 0–2 |
| Atlético Goianiense | 4–0 | 3–2 |     | 1–0 |
| Antofagasta         | 1–2 | 1–3 | 2–1 |     |

| 5 de abril    | Atlético Goianiense                                     | 4 – 0     | LDU Quito | Estádio Antônio Accioly, Goiânia |
| 21:30 (UTC−3) | Jorginho 62' · Shaylon 77' · Hayner 87' · Rickson 90+4' | Relatório |           | Árbitro: BOL Gery Vargas         |

| 6 de abril    | Antofagasta | 1 – 3     | Defensa y Justicia                      | Estádio Regional, Antofagasta |
| 20:30 (UTC−4) | Collao 83'  | Relatório | Bou 10' · Tripichio 29' · Merentiel 57' | Árbitro: COL Nicolás Gallo    |

| 12 de abril   | LDU Quito                                                 | 4 – 0     | Antofagasta | Estádio Casa Blanca, Quito    |
| 19:30 (UTC−5) | Angulo 47' · Cornejo 50' (g.c.) · Molina 77' · Arce 90+2' | Relatório |             | Árbitro: PER Augusto Menéndez |

| 12 de abril   | Defensa y Justicia | 0 – 1     | Atlético Goianiense | Estádio Norberto Tomaghello, Florencio Varela |
| 21:30 (UTC−3) |                    | Relatório | Wellington Rato 9'  | Árbitro: COL Carlos Betancur                  |

| 27 de abril   | Antofagasta                  | 2 – 1     | Atlético Goianiense | Estádio Regional, Antofagasta |
| 20:30 (UTC−4) | Flores 87' (pen) · López 90' | Relatório | Gabriel Noga 45+2'  | Árbitro: PAR José Méndez      |

| 28 de abril   | Defensa y Justicia | 1 – 2     | LDU Quito         | Estádio Norberto Tomaghello, Florencio Varela |
| 19:15 (UTC−3) | Albertengo 82'     | Relatório | Alvarado 55', 87' | Árbitro: BOL Gery Vargas                      |

| 4 de maio     | Antofagasta | 1 – 2     | LDU Quito              | Estádio Regional, Antofagasta |
| 18:15 (UTC−4) | López 18'   | Relatório | Angulo 52' · López 67' | Árbitro: PER Michael Espinoza |

| 4 de maio     | Atlético Goianiense                                | 3 – 2     | Defensa y Justicia           | Estádio Antônio Accioly, Goiânia |
| 19:15 (UTC−3) | Marlon 18' (pen) · Shaylon 46' · Unsain 54' (g.c.) | Relatório | Fontana 64' · Albertengo 86' | Árbitro: URU Gustavo Tejera      |

| 17 de maio    | Atlético Goianiense | 1 – 0     | Antofagasta | Estádio Antônio Accioly, Goiânia |
| 21:30 (UTC−3) | Jorginho 12'        | Relatório |             | Árbitro: BOL Gery Vargas         |

| 18 de maio    | LDU Quito                | 2 – 2     | Defensa y Justicia  | Estádio Casa Blanca, Quito |
| 19:30 (UTC−5) | Quintero 5' · Angulo 71' | Relatório | Albertengo 29', 44' | Árbitro: COL Nicolás Gallo |

| 24 de maio    | LDU Quito | 1 – 1     | Atlético Goianiense | Estádio Casa Blanca, Quito  |
| 19:30 (UTC−5) | Hoyos 29' | Relatório | Baralhas 65'        | Árbitro: URU Gustavo Tejera |

| 24 de maio    | Defensa y Justicia | 0 – 2     | Antofagasta             | Estádio Norberto Tomaghello, Florencio Varela |
| 21:30 (UTC−3) |                    | Relatório | Hurtado 42' · López 73' | Árbitro: PAR Mario Díaz de Vivar              |

### Grupo G
| Pos. | Equipe                | Pts | J | V | E | D | GP | GC | SG  |
| ---- | --------------------- | --- | - | - | - | - | -- | -- | --- |
| 1    | Ceará                 | 18  | 6 | 6 | 0 | 0 | 17 | 1  | +16 |
| 2    | Independiente         | 12  | 6 | 4 | 0 | 2 | 13 | 4  | +9  |
| 3    | General Caballero JLM | 4   | 6 | 1 | 1 | 4 | 2  | 15 | –13 |
| 4    | Deportivo La Guaira   | 1   | 6 | 0 | 1 | 5 | 1  | 13 | –12 |

|                       | IND | DLG | CEA | GCA |
| --------------------- | --- | --- | --- | --- |
| Independiente         |     | 4–0 | 0–2 | 2–0 |
| Deportivo La Guaira   | 0–2 |     | 0–2 | 0–1 |
| Ceará                 | 2–1 | 3–0 |     | 6–0 |
| General Caballero JLM | 0–4 | 1–1 | 0–2 |     |

| 5 de abril    | Ceará                               | 2 – 1     | Independiente | Arena Castelão, Fortaleza    |
| 19:15 (UTC−3) | Mendoza 61' (pen) · Luiz Otávio 66' | Relatório | Togni 32'     | Árbitro: URU Leodán González |

| 6 de abril    | General Caballero JLM | 1 – 1     | Deportivo La Guaira | Estádio Defensores del Chaco, Assunção |
| 18:15 (UTC−4) | Corulo 35'            | Relatório | Cumana 49'          | Árbitro: PER Roberto Pérez             |

| 12 de abril   | Deportivo La Guaira | 0 – 2     | Ceará                 | Estádio Olímpico da UCV, Caracas |
| 18:15 (UTC−4) |                     | Relatório | Vinícius 6' · Lima 9' | Árbitro: BOL Ivo Méndez          |

| 12 de abril   | Independiente            | 2 – 0     | General Caballero JLM | Estádio Libertadores de América, Avellaneda |
| 21:30 (UTC−3) | Benegas 66' · Soñora 73' | Relatório |                       | Árbitro: ECU Guillermo Guerrero             |

| 26 de abril   | Deportivo La Guaira | 0 – 2     | Independiente              | Estádio Olímpico da UCV, Caracas |
| 18:15 (UTC−4) |                     | Relatório | Blanco 67' · Fernández 90' | Árbitro: COL Nicolás Gallo       |

| 26 de abril   | General Caballero JLM | 0 – 2     | Ceará                         | Estádio Manuel Ferreira, Assunção |
| 18:15 (UTC−4) |                       | Relatório | Erick 50' (pen) · Messias 69' | Árbitro: COL Jhon Hinestroza      |

| 3 de maio     | General Caballero JLM | 0 – 4     | Independiente                                               | Estádio Manuel Ferreira, Assunção |
| 20:30 (UTC−4) |                       | Relatório | Blanco 42' (pen) · Pozzo 58' · Fernández 87' · Soñora 90+4' | Árbitro: CHI Nicolás Gamboa       |

| 3 de maio     | Ceará                                  | 3 – 0     | Deportivo La Guaira | Arena Castelão, Fortaleza       |
| 21:30 (UTC−3) | Mendoza 59' · Vinícius 66' · Erick 76' | Relatório |                     | Árbitro: URU Christian Ferreyra |

| 17 de maio    | Ceará                                                            | 6 – 0     | General Caballero JLM | Arena Castelão, Fortaleza    |
| 19:15 (UTC−3) | Wescley 6' · Cléber 18', 32' · Mendoza 72', 78' · Zé Roberto 84' | Relatório |                       | Árbitro: PER Jesús Cartagena |

| 19 de maio    | Independiente                                  | 4 – 0     | Deportivo La Guaira | Estádio Libertadores de América, Avellaneda |
| 19:15 (UTC−3) | Cumana 41' (g.c.) · Benegas 47', 90' · Roa 83' | Relatório |                     | Árbitro: URU José Burgos                    |

| 25 de maio    | Deportivo La Guaira | 0 – 1     | General Caballero JLM | Estádio Olímpico da UCV, Caracas |
| 20:30 (UTC−4) |                     | Relatório | Fernández 32'         | Árbitro: PER Roberto Pérez       |

| 25 de maio    | Independiente | 0 – 2     | Ceará                                 | Estádio Libertadores de América, Avellaneda |
| 21:30 (UTC−3) |               | Relatório | Rodrigo Lindoso 45+5' · Mendoza 90+1' | Árbitro: URU Christian Ferreyra             |

### Grupo H
| Pos. | Equipe                 | Pts | J | V | E | D | GP | GC | SG  |
| ---- | ---------------------- | --- | - | - | - | - | -- | -- | --- |
| 1    | Unión de Santa Fe      | 12  | 6 | 3 | 3 | 0 | 10 | 2  | +8  |
| 2    | Fluminense             | 11  | 6 | 3 | 2 | 1 | 15 | 5  | +10 |
| 3    | Junior de Barranquilla | 10  | 6 | 3 | 1 | 2 | 10 | 8  | +2  |
| 4    | Oriente Petrolero      | 0   | 6 | 0 | 0 | 6 | 3  | 23 | –20 |

|                        | JUN | ORI | USF | FLU  |
| ---------------------- | --- | --- | --- | ---- |
| Junior de Barranquilla |     | 2–0 | 0–4 | 3–0  |
| Oriente Petrolero      | 1–3 |     | 1–3 | 1–10 |
| Unión de Santa Fe      | 1–1 | 2–0 |     | 0–0  |
| Fluminense             | 2–1 | 3–0 | 0–0 |      |

| 6 de abril    | Fluminense                                   | 3 – 0     | Oriente Petrolero | Estádio do Maracanã, Rio de Janeiro |
| 19:15 (UTC−3) | Cristiano 30' · Arias 39' · Zazpe 73' (g.c.) | Relatório |                   | Árbitro: VEN José Argote            |

| 6 de abril    | Unión de Santa Fe | 1 – 1     | Junior de Barranquilla | Estádio 15 de Abril, Santa Fe |
| 19:15 (UTC−3) | Vera 2'           | Relatório | Vera 6' (g.c.)         | Árbitro: URU Andrés Matonte   |

| 12 de abril   | Oriente Petrolero | 1 – 3     | Unión de Santa Fe                        | Estádio Ramón Tahuichi Aguilera, Santa Cruz |
| 18:15 (UTC−4) | Dorrego 90+1'     | Relatório | Calderón 4' · Peralta 70' · Juárez 90+4' | Árbitro: ECU Marlon Vera                    |

| 13 de abril   | Junior de Barranquilla                          | 3 – 0     | Fluminense | Estádio Metropolitano, Barranquilla |
| 19:30 (UTC−5) | Moreno 10' · Borja 45+2' (pen) · Sambueza 90+5' | Relatório |            | Árbitro: VEN Alexis Herrera         |

| 26 de abril   | Fluminense | 0 – 0     | Unión de Santa Fe | Estádio do Maracanã, Rio de Janeiro |
| 21:30 (UTC−3) |            | Relatório |                   | Árbitro: URU Esteban Ostojich       |

| 28 de abril   | Oriente Petrolero | 1 – 3     | Junior de Barranquilla               | Estádio Ramón Tahuichi Aguilera, Santa Cruz |
| 20:30 (UTC−4) | Guaycochea 51'    | Relatório | Albornoz 36', 66' · Hinestroza 90+7' | Árbitro: CHI Piero Maza                     |

| 4 de maio     | Fluminense                   | 2 – 1     | Junior de Barranquilla | Estádio do Maracanã, Rio de Janeiro |
| 21:30 (UTC−3) | Ganso 4' · Luiz Henrique 73' | Relatório | Borja 55'              | Árbitro: PAR Mario Díaz de Vivar    |

| 5 de maio     | Unión de Santa Fe           | 2 – 0     | Oriente Petrolero | Estádio 15 de Abril, Santa Fe |
| 19:15 (UTC−3) | Luna Diale 12' · Roldán 56' | Relatório |                   | Árbitro: CHI José Cabero      |

| 17 de maio    | Junior de Barranquilla | 2 – 0     | Oriente Petrolero | Estádio Metropolitano, Barranquilla |
| 19:30 (UTC−5) | Borja 23' (pen), 28'   | Relatório |                   | Árbitro: VEN Yender Herrera         |

| 19 de maio    | Unión de Santa Fe | 0 – 0     | Fluminense | Estádio 15 de Abril, Santa Fe |
| 19:15 (UTC−3) |                   | Relatório |            | Árbitro: URU Andrés Cunha     |

| 26 de maio    | Junior de Barranquilla | 0 – 4     | Unión de Santa Fe                                         | Estádio Metropolitano, Barranquilla |
| 19:30 (UTC−5) |                        | Relatório | Albornoz 2' (g.c.) · Álvez 41' · Zenon 47' · Gallegos 89' | Árbitro: PAR Éber Aquino            |

| 26 de maio    | Oriente Petrolero | 1 – 10    | Fluminense                                                                                                  | Estádio Ramón Tahuichi Aguilera, Santa Cruz |
| 20:30 (UTC−4) | Álvarez 15'       | Relatório | Matheus Martins 1', 40', 54' · Cano 9', 13', 58' · Arias 17' · Caio Paulista 36' · Manoel 66' · Willian 75' | Árbitro: ECU Guillermo Guerrero             |